# Bukovec (Košice)
Bukovec (in ungherese Idabukóc) è un comune della Slovacchia facente parte del distretto di Košice-okolie, nella regione di Košice.